# Teemu Lassila
Teemu Tapio Lassila (* 26. März 1983 in Helsinki) ist ein finnischer Eishockeytorwart, der zuletzt bei Orli Znojmo in der Erste Bank Eishockey Liga unter Vertrag stand. Sein Vater Hannu war ebenfalls Eishockeytorwart.

## Karriere
Teemu Lassila begann seine Karriere als Eishockeyspieler in der Nachwuchsabteilung von TPS Turku, für dessen Profimannschaft er in der Saison 2002/03 sein Debüt in der SM-liiga gab, nachdem er bereits im Vorjahr als Ersatztorwart in den Profikader geholt wurde. In den folgenden Jahren kam er regelmäßig für TPS zum Einsatz und wurde in der Saison 2003/04 Vizemeister mit seiner Mannschaft. In der gleichen Spielzeit lief er in fünf Spielen als Leihspieler für Turkus Ligarivalen Ässät Pori auf. Nachdem er in der Saison 2004/05 erstmals eine gesamte Spielzeit als Stammtorwart bei TPS verbracht hatte, wechselte er nach Schweden, wo er zwei Jahre lang für den Hauptstadtklub Djurgårdens IF in der Elitserien zwischen den Pfosten stand.
Von 2007 bis 2011 spielte Lassila für HPK Hämeenlinna in der SM-liiga, wobei er in der Saison 2009/10 mit HPK erst im Playoff-Finale um den Meistertitel an seinem Ex-Klub TPS Turku scheiterte. In der Saison 2007/08 stand er zudem als Leihspieler fünf Mal für LeKi und Kiekko-Vantaa in der zweitklassigen Mestis auf dem Eis. Nach dem Gewinn des Weltmeisterschaftstitels 2011 mit Finnland wurde er zur Saison 2011/12 von Metallurg Nowokusnezk aus der Kontinentalen Hockey-Liga verpflichtet. Für Metallurg absolvierte er in der Folge 50 KHL-Partien bei überdurchschnittlich guten Statistiken, ehe er im Mai 2012 von Barys Astan für zwei Jahre unter Vertrag genommen wurde. In der Saison 2012/13 absolvierte er 23 KHL-Partien für Astana bei einer Fangquote von knapp 90 Prozent, ehe er im Mai 2013 vom HK Awangard Omsk verpflichtet wurde. Nach 10 Spielen für Awangard, in denen er einen Gegentorschnitt von 4,40 aufwies, wurde sein Vertrag Anfang Oktober des gleichen Jahres in beiderseitigem Einvernehmen aufgelöst. Nach einiger Zeit ohne Verein wurde Lassila im Dezember 2013 von den Växjö Lakers aus der Svenska Hockeyligan verpflichtet und lief dort für den Rest der verbleibenden Spielzeit auf.
Im Sommer 2014 kehrte der Linksfänger zu seinem Jugendklub TPS Turku zurück und stand dort bis zum Ende der Saison 2015/16  in der Liiga auf dem Eis. Anschließend wechselte er innerhalb der Liiga zu Tappara und gewann mit dem Klub aus Tampere 2017 den finnischen Meistertitel.
In der Saison 2017/18 stand Lassila beim HC Banska Bystrica in der slowakischen Extraliga unter Vertrag und gewann mit diesem 2018 die slowakische Meisterschaft.
Zur Saison 2018/19 wechselte er zum HC Orli Znojmo in die Erste Bank Eishockey Liga und spielte dort bis zum Ende der Saison 2019/20.

### International
Für Finnland nahm Lassila 2004, 2009, 2010 und 2011 jeweils an der Euro Hockey Tour teil. Bei der Weltmeisterschaft 2011 in der Slowakei wurde er mit seiner Mannschaft Weltmeister. Bei seinen drei Einsätzen wies er insgesamt einen Gegentorschnitt von 2.19 auf und erreichte eine Fangquote von 91,3 Prozent.

## Erfolge und Auszeichnungen
- 2004 Finnischer Vizemeister mit TPS Turku
- 2010 Finnischer Vizemeister mit HPK Hämeenlinna
- 2012 KHL-Torwart des Monats Januar
- 2017 Finnischer Meister mit Tappara
- 2018 Slowakischer Meister mit dem HC 05 Banská Bystrica

### International
- 2011 Goldmedaille bei der Weltmeisterschaft